# Paraguay i olympiska sommarspelen 2000
Paraguay deltog i de olympiska sommarspelen 2000 med en trupp bestående av fem deltagare, två män och tre kvinnor, men ingen av landets deltagare erövrade någon medalj.

## Friidrott
Herrarnas spjutkastning
- Nery Kennedy
  - Kval — 70.26 m (→ gick inte vidare)

Damernas diskuskastning
- Mariana Canillas
  - Kval — 32.31 m (→ gick inte vidare)

## Tennis
Damsingel
- Rossana de los Ríos